# Zespół Benedikta

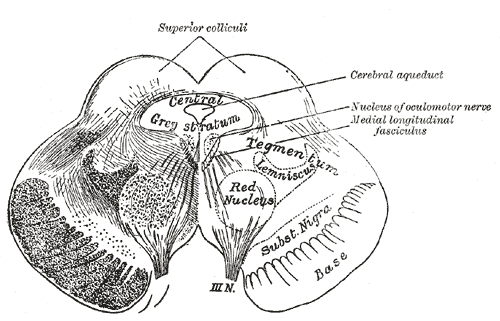
Przekrój przez śródmózgowie

Zespół Benedikta (zespół jądra czerwiennego, ang. Benedikt syndrome) – pniowy zespół naprzemienny charakteryzujący się porażeniem nerwu okoruchowego po stronie ogniska z rozszerzeniem źrenicy i pobudzeniem ruchowym pod postacią ruchów pląsawiczych, atetotycznych i drżenia po stronie przeciwnej w następstwie uszkodzenia  jądra czerwiennego. Po stronie pobudzenia ruchowego (hiperkinez) występuje też, w wyniku uszkodzenia  wstęgi przyśrodkowej zmniejszenie czucia dotyku, ułożenia i wibracji oraz różnicowania bodźców. Najczęstsze przyczyny to zawał mózgu zlokalizowany w śródmózgowiu w wyniku zakrzepu gałęzi międzykonarowych tętnicy tylnej mózgu lub  tętnicy podstawnej.